# Eagle Butte (Nevada)
Eagle Butte – szczyt w Hrabstwie Lander w Nevadzie (USA). Wysokość góry wynosi 2 561 m (8 401 stóp) n.p.m., a wybitność 217 m.